# Filmfare Award de la meilleure actrice
Le Filmfare Award de la meilleure actrice (Filmfare Award for Best Actress) est décerné par Filmfare dans le cadre de ses prix annuels Filmfare Awards pour les films hindi, afin de récompenser la comédienne ayant livré une performance exceptionnelle dans un rôle principal. Ce prix a été remis pour la première fois en 1954, pour les films sortis l’année précédente, en 1953.
La première lauréate fut Meena Kumari pour le film Baiju Bawra.

## Récompenses multiples
- 2 Récompenses : Dimple Kapadia, Karisma Kapoor, Rani Mukherjee, Aishwarya Rai, Waheeda Rehman, Rekha, Sridevi, Deepika Padukone
- 3 Récompenses : Shabana Azmi, Jaya Bachchan, Vyjayanthimala
- 4 Récompenses : Meena Kumari, Madhuri Dixit, Vidya Balan
- 5 Récompenses : Nutan, Kajol, Alia Bhatt

## Nominations multiples
- 2 Nominations : Rati Agnihotri (en), Zeenat Aman, Bipasha Basu, Padmini Kolhapure, Nargis, Asha Parekh, Amisha Patel, Reena Roy, Seshadri Rati, Sadhana, Suchitra Sen, Meenakshi Seshadri, Katrina Kaif, Janhvi Kapoor, Kiara Advani
- 3 Nominations : Jaya Prada, Bhumi Pednekar, Taapsee Pannu, Parineeti Chopra
- 4 Nominations : Saira Banu, Manisha Koirala, Urmila Matondkar, Smita Patil, Mala Sinha, Sharmila Tagore, Sonam Kapoor, Anushka Sharma, Kangana Ranaut
- 5 Nominations : Dimple Kapadia, Karisma Kapoor, Waheeda Rehman, Vyjayanthimala, Preity Zinta
- 6 Nominations : Juhi Chawla, Priyanka Chopra
- 7 Nominations : Nutan, Rekha, Tabu
- 8 Nominations : Jaya Bhaduri, Raakhee, Alia Bhatt
- 9 Nominations : Shabana Azmi, Kareena Kapoor
- 10 Nominations : Kajol, Vidya Balan, Aishwarya Rai, Sridevi, Deepika Padukone
- 11 Nominations : Hema Malini, Rani Mukherjee
- 12 Nominations : Meena Kumari, Kajol
- 14 Nominations : Madhuri Dixit

## Liste des lauréates et des nommées
Les lauréates apparaissent en gras.

### Années 1950
- 1954 : Meena Kumari - Baiju Bawra, dans le rôle de Gauri

- 1955 : Meena Kumari - Parineeta, dans le rôle de Lolita

- 1956 : Kamini Kaushal - Biraj Bahu, dans le rôle de Biraj Chakravorty
  - Geeta Bali - Vachan, dans le rôle de Kamla
  - Meena Kumari - Azaad, dans le rôle de Shobha

- 1957 : Nutan - Seema, dans le rôle de Gauri

- 1958 : Nargis - Mother India, dans le rôle de Radha

- 1959 : Vyjayanthimala - Madhumati, dans le rôle de Madhumati
  - Meena Kumari - Sahara, dans le rôle de Leela
  - Vyjayanthimala - Sadhna, dans le rôle de Champabai

### Années 1960
- 1960 : Nutan - Sujata, dans le rôle de Sujata
  - Mala Sinha - Dhool Ka Phool, dans le rôle de Meena Khosla
  - Meena Kumari - Chirag Kahan Roshni Kahan, dans le rôle de Ratna

- 1961 : Bina Rai - Ghunghat, dans le rôle de Ghunghat
  - Madhubala - Mughal-E-Azam, dans le rôle d'Anarkali
  - Nutan - Chhalia, dans le rôle de Shanti

- 1962 : Vyjayanthimala - Ganga Jamuna, dans le rôle de Dhanno
  - Padmini - Jis Desh Men Ganga Behti Hai, dans le rôle de Kammo
  - Saira Banu - Junglee, dans le rôle de Rajkumari 'Raj'

- 1963 : Meena Kumari - Sahib Bibi Aur Ghulam, dans le rôle de Chhoti Bahu
  - Meena Kumari - Aarti, dans le rôle de Aarti Gupta
  - Meena Kumari - Main Chup Rahungi, dans le rôle de Gayetri

- 1964 : Nutan - Bandini, dans le rôle de Kalyani
  - Mala Sinha - Bahu Rani, dans le rôle de Padma
  - Meena Kumari - Dil Ek Mandir, dans le rôle de Sita

- 1965 : Vyjayanthimala - Sangam, dans le rôle de Radha
  - Mala Sinha - Jahan Ara, dans le rôle de Jahanara Begum Sahib
  - Sadhana - Woh Kaun Thi?, dans le rôle de Sandhya

- 1966 : Meena Kumari - Kaajal, dans le rôle de Madhavi
  - Mala Sinha - Himalaya Ki God Mein, dans le rôle de Phoolwa
  - Sadhana - Waqt, dans le rôle de Meena Mittal

- 1967 : Waheeda Rehman - Guide, dans le rôle de Rosie Marco
  - Meena Kumari - Phool Aur Patthar, dans le rôle de Shanti Devi
  - Suchitra Sen - Mamta, dans le rôle de Devyani (Pannabai) / Suparna

- 1968 : Nutan - Milan, dans le rôle de Radha R. Rai
  - Saira Banu - Shagird, dans le rôle de Poonam
  - Waheeda Rehman - Ram Aur Shyam, dans le rôle de Anjana

- 1969 : Waheeda Rehman - Neel Kamal, dans le rôle de Rajkumari Neel Kamal / Sita Raichand
  - Nargis - Raat Aur Din, dans le rôle de Mrs. Varuna Verma / Peggy
  - Saira Banu - Diwana, dans le rôle de Kamini Gupta

### Années 1970
- 1970 : Sharmila Tagore - Aradhana, dans le rôle de Vandhana Tripathi
  - Asha Parekh - Chirag, dans le rôle de Asha Chibber
  - Nanda - Ittefaq, dans le rôle de Rekha

- 1971 : Mumtaz - Khilona, dans le rôle de Chand
  - Sharmila Tagore - Safar, dans le rôle de Mrs. Neela Shekhar Kapoor
  - Waheeda Rehman - Khamoshi, dans le rôle de Radha

- 1972 : Asha Parekh - Kati Patang, dans le rôle de Madhavi "Madhu"
  - Jaya Bhaduri - Guddi, dans le rôle de Kusum "Guddi"
  - Jaya Bhaduri - Uphaar, dans le rôle de Minoo

- 1973 : Hema Malini - Seeta Aur Geeta, dans le rôle de Seeta / Geeta
  - Meena Kumari - Pakeezah, dans le rôle de Nargis / Sahibjaan (nomination posthume)
  - Raakhee - Aankhon Aankhon Mein, dans le rôle de Parvati

- 1974 : Dimple Kapadia - Bobby, dans le rôle de Bobby J. Braganza - ex æquo avec Jaya Bhaduri - Abhimaan dans le rôle de Uma Kumar
  - Jaya Bhaduri - Koshish, dans le rôle de Aarti Mathur
  - Moushmi Chatterjee - Anuraag, dans le rôle de Shivani
  - Nutan - Saudagar, dans le rôle de Mahjubhi

- 1975 : Jaya Bhaduri - Kora Kagaz, dans le rôle d'Archana Gupta
  - Hema Malini - Amir Garib, dans le rôle de Sunita "Soni"
  - Hema Malini - Prem Nagar, dans le rôle de Lata
  - Saira Banu - Sagina, dans le rôle de Lalita
  - Shabana Azmi - Ankur, dans le rôle de Laxmi

- 1976 : Lakshmi - Julie, dans le rôle de Julie
  - Hema Malini - Khushboo, dans le rôle de Kusum
  - Hema Malini - Sanyasi, dans le rôle de Champa
  - Jaya Bhaduri - Mili, dans le rôle de Mili Khanna
  - Suchitra Sen - Aandhi, dans le rôle d'Aarti Devi

- 1977 : Raakhee - Tapasya, dans le rôle d'Indrani "Indu" Sinha
  - Hema Malini - Mehbooba, dans le rôle de Ratna/Jhumri
  - Raakhee - Kabhi Kabhie, dans le rôle de Pooja Khanna
  - Reena Roy - Nagin, dans le rôle de Nagin
  - Sharmila Tagore - Mausam, dans le rôle de Chanda Thapa/Kajli Thapa

- 1978 : Shabana Azmi - Swami dans le rôle de Saudamini "Mini"'
  - Hema Malini - Kinara, dans le rôle de Aarti Sanyal
  - Raakhee - Doosra Aadmi, dans le rôle de Nisha
  - Smita Patil - Bhumika, dans le rôle de Usha (Urvashi) Dalvi
  - Zarina Wahab - Gharaonda, dans le rôle de The Nest

- 1979 : Nutan - Main Tulsi Tere Aangan Ki, dans le rôle de Sanjukta Chouhan
  - Raakhee - Trishna, dans le rôle de Mrs. Aarti Gupta
  - Ranjeeta - Ankhiyon Ke Jharokhon Se, dans le rôle de Lily Fernandes
  - Rekha - Ghar, dans le rôle d'Aarti Chandra
  - Zeenat Aman - Satyam Shivam Sundaram, dans le rôle de Rupa

### Années 1980
- 1980 : Jaya Bhaduri - Nauker, dans le rôle de Geeta
  - Hema Malini - Meera, dans le rôle de Meera Rathod
  - Jaya Prada - Sargam, dans le rôle d'Hema Pradhan
  - Poonam Dhillon - Noorie, dans le rôle de Noorie Nabi
  - Raakhee - Jurmana, dans le rôle de Rama Sharma

- 1981 : Rekha - Khubsoorat, dans le rôle de Manju Dayal
  - Reena Roy - Aasha, dans le rôle d'Asha
  - Rekha - Judaai dans le rôle de Gauri Singh Verma
  - Shabana Azmi - Thodisi Bewafaii dans le rôle de Nima Choudhary
  - Zeenat Aman - Insaaf Ka Tarazu dans le rôle de Bharti Saxena

- 1982 : Smita Patil - Chakra, dans le rôle de Amma
  - Hema Malini - Naseeb, dans le rôle d'Asha
  - Jaya Bhaduri - Silsila, dans le rôle de Shobha Malhotra
  - Raakhee - Baseraa, dans le rôle de Sharda Balraj Kohli
  - Rati Agnihotri - Ek Duuje Ke Liye, dans le rôle de Sapna
  - Rekha - Umrao Jaan, dans le rôle d'Umrao Jaan

- 1983 : Padmini Kolhapure - Prem Rog, dans le rôle de Manorama "Rama"
  - Raakhee - Shakti, dans le rôle de Sheetal
  - Rekha - Jeevan Dhaara, dans le rôle de Sangeeta Shrivastav
  - Salma Agha - Nikaah, dans le rôle de Niloufer Bano/Habiba Shabnam Rehmani
  - Smita Patil - Bazaar, dans le rôle de Najma

- 1984 : Shabana Azmi - Arth, dans le rôle de Mrs. Pooja Inder Malhotra
  - Shabana Azmi - Avtaar, dans le rôle de Radha Krishen
  - Shabana Azmi - Mandi, dans le rôle de Rukmini Bai
  - Shabana Azmi - Masoom, dans le rôle d'Indu D. Malhotra
  - Sridevi - Sadma, dans le rôle de Nehalata Malhotra

- 1985 : Shabana Azmi - Bhavna, dans le rôle de Bhavna Saxena
  - Jaya Prada - Sharaabi, dans le rôle de Meena
  - Rohini Hattangadi - Saaransh, dans le rôle de Parvati Pradhan
  - Shabana Azmi - Sparsh, dans le rôle de Kavita
  - Smita Patil - Aaj Ki Awaz, dans le rôle de Rajni V. Deshmukh

- 1986 : Dimple Kapadia - Saagar, dans le rôle de Mona D'Silva
  - Jaya Prada - Sanjog, dans le rôle d'Yashoda/Asha
  - Mandakini - Ram Teri Ganga Maili, dans le rôle de Ganga Singh
  - Padmini Kolhapure - Pyar Jhukta Nahin, dans le rôle de Preeti B. Pratap
  - Rati Agnihotri - Tawaif, dans le rôle de Sultana

- 1987 - Pas d'attribution

- 1988 - Pas d'attribution

- 1989 : Rekha - Khoon Bhari Maang dans le rôle de Aarti Verma
  - Juhi Chawla - Qayamat Se Qayamat Tak dans le rôle de Rashmi
  - Madhuri Dixit - Tezaab dans le rôle de Mohini

### Années 1990
- 1990 : Sridevi - Chaalbaaz, dans le rôle de Anju Das/Manju Das
  - Bhagyashree - Maine Pyar Kiya, dans le rôle de Suman
  - Madhuri Dixit - Prem Pratigya, dans le rôle de Laxmi M. Rao
  - Sridevi - Chandni, dans le rôle de Chandni Mathur
  - Vijayashanti - Eeshwar, dans le rôle de Lalita

- 1991 : Madhuri Dixit - Dil, dans le rôle de Madhu Mehra
  - Hema Malini - Rihaee, dans le rôle de Taku
  - Juhi Chawla - Prathibandh, dans le rôle de Shanti
  - Meenakshi Seshadri - Jurm, dans le rôle de Meena S. Varma

- 1992 : Sridevi - Lamhe dans le rôle de Pallavi/Pooja Bhatnagar
  - Dimple Kapadia - Lekin... dans le rôle de Reva
  - Madhuri Dixit - Saajan dans le rôle de Pooja Saxena
  - Rekha - Phool Bane Angaray dans le rôle de Namrita Singh
  - Zeba Bakhtiar - Henna dans le rôle de Henna

- 1993 : Madhuri Dixit - Beta, dans le rôle de Saraswati
  - Juhi Chawla - Bol Radha Bol, dans le rôle de Radha/Rita
  - Sridevi - Khuda Gawah, dans le rôle de Benazir/Mehndi

- 1994 : Juhi Chawla - Hum Hain Rahi Pyar Ke, dans le rôle de Vaijanti Iyer
  - Dimple Kapadia - Rudaali, dans le rôle de Shanichari
  - Madhuri Dixit - Khalnayak, dans le rôle de Gangotri "Gangs" Devi
  - Meenakshi Seshadri - Damini : Lighthing, dans le rôle de Damini Gupta
  - Sridevi - Gumrah, dans le rôle de Roshni Chadha

- 1995 : Madhuri Dixit - Hum Aapke Hain Koun..! , dans le rôle de Nisha Choudhury
  - Kajol - Yeh Dillagi, dans le rôle de Sapna
  - Madhuri Dixit - Anjaam dans le rôle de Shivani Chopra
  - Manisha Koirala - 1942 : A Love Story dans le rôle de Rajeshwari "Rajjo" Pathak
  - Sridevi - Laadla dans le rôle de Sheetal Jetley

- 1996 : Kajol - Dilwale Dulhania Le Jayenge, dans le rôle de Simran Singh
  - Madhuri Dixit - Raja, dans le rôle de Madhu Garewal
  - Madhuri Dixit - Yaraana, dans le rôle de Lalita
  - Manisha Koirala - Akele Hum Akele Tum, dans le rôle de Kiran Kumar
  - Urmila Matondkar - Rangeela, dans le rôle de Mili Joshi

- 1997 : Karisma Kapoor - Raja Hindustani, dans le rôle de Aarti Sehgal
  - Juhi Chawla - Daraar, dans le rôle de Priya Bhatia
  - Manisha Koirala - Khamoshi : The Musical dans le rôle de Annie J. Braganza
  - Seema Biswas - La Reine des bandits, dans le rôle de Phoolan Devi
  - Tabu - Maachis, dans le rôle de Virender "Veeru" Kaur

- 1998 : Madhuri Dixit - Dil To Pagal Hai dans le rôle de Pooja
  - Juhi Chawla - Yes Boss, dans le rôle de Seema Kapoor
  - Mahima Chaudhry - Pardes, dans le rôle de Kusum Ganga
  - Sridevi - Judaai, dans le rôle de Kaajal Verma
  - Tabu - Virasat, dans le rôle de Gehna

- 1999 : Kajol - Kuch Kuch Hota Hai dans le rôle d'Anjali Sharma
  - Kajol - Dushman, dans le rôle de Sonia/Naina Saigal
  - Kajol - Pyaar To Hona Hi Tha, dans le rôle de Sanjana
  - Manisha Koirala - Dil Se, dans le rôle de Meghna
  - Urmila Matondkar - Satya, dans le rôle de Vidya

### Années 2000
- 2000 : Aishwarya Rai - Hum Dil De Chuke Sanam dans le rôle de Nandini
  - Aishwarya Rai - Taal dans le rôle de Mansi
  - Kajol - Hum Aapke Dil Mein Rehte Hain dans le rôle de Megha
  - Karisma Kapoor - Biwi No. 1 dans le rôle de Pooja Mehra
  - Tabu - Hu Tu Tu dans le rôle de Panna

- 2001 : Karisma Kapoor - Fiza dans le rôle de Fiza Ikramullah
  - Aishwarya Rai - Hamara Dil Aapke Paas Hai dans le rôle de Preeti Vyas
  - Madhuri Dixit - Pukar dans le rôle de Anjali
  - Preity Zinta - Kya Kehna dans le rôle de Priya Baxi
  - Tabu - Astitva dans le rôle de Aditi Pandit

- 2002 : Kajol - La famille indienne dans le rôle de Anjali Sharma
  - Amisha Patel - Gadar : Ek Prem Katha dans le rôle de Sakina
  - Kareena Kapoor - Asoka dans le rôle de Kaurwaki
  - Karisma Kapoor - Zubeidaa dans le rôle de Zubeida Begum
  - Tabu - Chandni Bar dans le rôle de Mumtaz Ali Ansari

- 2003 Aishwarya Rai - Devdas dans le rôle de Parvati "Paro" Chakraborty
  - Amisha Patel - Humraaz dans le rôle de Priya
  - Bipasha Basu - Raaz dans le rôle de Sanjana Dhanraj
  - Karisma Kapoor - Shakti - The Power dans le rôle de Nandini
  - Rani Mukerji - Saathiya dans le rôle de Suhani Sharma

- 2004 : Preity Zinta - Kal Ho Naa Ho dans le rôle de Naina Catherine Kapur
  - Bhoomika Chawla - Tere Naam dans le rôle de Nirjara Bharadwaj
  - Hema Malini - Baghban dans le rôle de Pooja Malhotra
  - Preity Zinta - Koi... Mil Gaya dans le rôle de Nisha
  - Rani Mukherjee - Chalte Chalte dans le rôle de Priya Chopra
  - Urmila Matondkar - Bhoot dans le rôle de Swati

- 2005 : Rani Mukherjee - Hum Tum dans le rôle de Rhea Prakash
  - Aishwarya Rai - Raincoat dans le rôle de Neerja "Neeru"
  - Preity Zinta - Veer-Zaara dans le rôle de Zaara Hayaat Khan
  - Shilpa Shetty - Phir Milenge dans le rôle de Tamanna Sahni
  - Urmila - Ek Hasina Thi dans le rôle de Sarika Vartak

- 2006 Rani Mukerji - Black dans le rôle de Michelle McNally
  - Preity Zinta - Salaam Namaste dans le rôle de Ambar "Ambi" Malhotra
  - Rani Mukerji - Bunty Aur Babli dans le rôle de Vimmi "Babli" Saluja
  - Sharmila Tagore - Viruddh... Family Comes First dans le rôle de Sumitra V. Patwardhan
  - Vidya Balan - Parineeta dans le rôle de Lolita

- 2007 Kajol - Fanaa dans le rôle de Zooni Z. Baig
  - Aishwarya Rai - Dhoom 2 dans le rôle de Sunehri
  - Bipasha Basu - Corporate dans le rôle de Nishiganda Dasgupta
  - Kareena Kapoor - Omkara dans le rôle de Dolly Mishra
  - Rani Mukherjee - Kabhi Alvida Naa Kehna dans le rôle de Maya Talwar

- 2008 Kareena Kapoor - Jab We Met dans le rôle de Geet Dhillon
  - Aishwarya Rai - Guru dans le rôle de Sujata Desai
  - Deepika Padukone - Om Shanti Om dans le rôle de Shanti Priya/Sandy
  - Madhuri Dixit - Aaja Nachle dans le rôle de Dia Srivastav
  - Rani Mukerji - Laaga Chunari Mein Daag dans le rôle de Vibhavari "Badki" S. Sahay
  - Vidya Balan - Bhool Bhulaiyaa dans le rôle de Avni S. Chaturvedi

- 2009 Priyanka Chopra - Fashion dans le rôle de Meghna Mathur
  - Aishwarya Rai - Jodhaa Akbar dans le rôle de Jodhaa Bai
  - Anushka Sharma - Rab Ne Bana Di Jodi dans le rôle de Taani
  - Asin Thottumkal - Ghajini dans le rôle de Kalpana Shetty
  - Kajol - U, Me Aur Hum dans le rôle de Piya

### Années 2010
- 2010 : Vidya Balan - Paa dans le rôle de Vidya
  - Deepika Padukone - Love Aaj Kal dans le rôle de Meera Pandit
  - Kareena Kapoor - 3 Idiots dans le rôle de Pia Sahastrabuddhe
  - Kareena Kapoor - Kurbaan dans le rôle d'Avantika Ahuja/Khan
  - Katrina Kaif - New York dans le rôle de Maya
  - Priyanka Chopra - Kaminey dans le rôle de Sweety Shekhar Bhope

- 2011 : Kajol - My Name Is Khan dans le rôle de Mandira Khan
  - Aishwarya Rai Bachchan - Guzaarish dans le rôle de Sofia D'Souza/Mascarenhas
  - Anushka Sharma - Band Baaja Baaraat dans le rôle de Shruti Kakkar
  - Kareena Kapoor - Golmaal 3 dans le rôle de Daboo
  - Vidya Balan - Ishqiya dans le rôle de Krishna Verma

- 2012 : Vidya Balan – The Dirty Picture dans le rôle de Reshma/Silk Smitha
  - Katrina Kaif – Mere Brother Ki Dulhan dans le rôle de Dimple Dixit
  - Mahie Gill – Saheb, Biwi Aur Gangster dans le rôle de Madhavi
  - Priyanka Chopra – 7 Khoon Maaf dans le rôle de Susanna Anna-Marie Johannes
  - Vidya Balan – No One Killed Jessica dans le rôle de Sabrina Lal

- 2013 : Vidya Balan – Kahaani dans le rôle de Vidya Bagchi
  - Katrina Kaif – Jab Tak Hai Jaan dans le rôle de Meera Thapar
  - Deepika Padukone –  Cocktail dans le rôle de Veronica D'Costa
  - Kareena Kapoor –  Heroine dans le rôle de Mahi
  - Parineeti Chopra – Ishaqzaade dans le rôle de Zoya Qureshi
  - Priyanka Chopra – Barfi! dans le rôle de Jhilmil
  - Sridevi – English Vinglish dans le rôle de Shashi

- 2014 : Deepika Padukone – Ram-Leela dans le rôle de Leela Sanera
  - Deepika Padukone – Chennai Express dans le rôle de Meenalochini Azhagusundaram
  - Parineeti Chopra – Shuddh Desi Romance dans le rôle de Gayatri
  - Shraddha Kapoor – Aashiqui 2 dans le rôle d'Aarohi Keshav Shirke
  - Sonakshi Sinha – Lootera dans le rôle de Pakhi Roy Chaudhary
  - Sonam Kapoor – Raanjhanaa dans le rôle de Zoya Haider

- 2015 : Kangana Ranaut – Queen dans le rôle de Rani Mehra
  - Alia Bhatt – Jab Tak Hai Jaan dans le rôle de Meera Thapar
  - Madhuri Dixit – Dedh Ishqiya dans le rôle de Veronica D'Costa
  - Priyanka Chopra – Mary Kom dans le rôle de Mahi
  - Rani Mukherjee – Mardaani dans le rôle de Zoya Qureshi
  - Sonam Kapoor – Khoobsurat dans le rôle de Jhilmil

- 2016 : Deepika Padukone – Piku dans le rôle de Piku Banerjee
  - Deepika Padukone – Bajirao Mastani dans le rôle de Meenalochini Azhagusundaram
  - Kangana Ranaut – Tanu Weds Manu Returns dans le rôle de Gayatri
  - Anushka Sharma – NH10 dans le rôle d'Aarohi Keshav Shirke
  - Kajol – Dilwale dans le rôle de Pakhi Roy Chaudhary
  - Sonam Kapoor – Dolly Ki Doli dans le rôle de Zoya Haider